# Turnagain Island
Turnagain Island är en ö i Australien. Den ligger i delstaten Queensland, omkring 2 300 kilometer nordväst om delstatshuvudstaden Brisbane. Arean är 12,3 kvadratkilometer. Den sträcker sig 3,0 kilometer i nord-sydlig riktning, och 6,8 kilometer i öst-västlig riktning.